# おてんば宇宙人
『おてんば宇宙人』（おてんばうちゅうじん）は、日本テレビ系列局および信越放送、北陸放送、熊本放送（いずれもTBS系列局）で放送されていた国際放映製作のテレビドラマである。全9話。日本テレビ系列局では1981年10月14日から同年12月9日まで、毎週水曜 19:30 - 20:00 （日本標準時）に放送。

## 概要
高見知佳主演のSFコメディドラマ。本作品以前に国際放映が製作した『コメットさん』（TBS）のスタッフが一部携わっており、同作品の原案・脚本担当者である佐々木守が本作品の原案ならびに第1話の脚本を担当した。また、同作品監督の山際永三がメイン監督を務めた。
本作品は「宇宙からやってきたヒロイン」「アイドル主演」など、『コメットさん』にも見られる要素を一部踏襲している。「『奥さまは魔女』の日本版」とも紹介されたこともある。オープニング前のアバンタイトルに東京ムービー制作のアニメーションを使用していた点も『コメットさん』と同じで、第1話のアバンではヒロインのチカが地球に来たいきさつがアニメーションで表現されている。第2話以降ではそのシーンが短縮され、代わりにチカ自身による自己紹介のナレーションが加えられている。
しかし視聴率は平均3%（ビデオリサーチ、関東地方）と低迷し、1982年3月まで6か月間予定されていた放送が途中の1981年12月9日で打ち切られた。

## あらすじ
アルファートゥインクル星のおてんばな王女チカは、ギンギラ公爵との結婚が嫌で自分の星を飛び出し、地球で星野チカと名乗って河口家の居候となる。だが、ギンギラ公爵もチカを追って地球にやってきた。

## キャスト
- 星野チカ：高見知佳
- 河口良一：河原崎長一郎
- 本郷孝夫：北詰友樹
- 河口新平：新井昌和
- 河口勇太：中村太郎
- 酒屋の芳男：元木丈陽
- 河口さえ：園佳也子
- ギンギラ公爵：横山やすし
- オープニングの通行人：矢追純一

### 声の出演
- チカの父：緑川稔
- チカの母：高坂真琴
- ナレーター：城達也

## スタッフ
- 企画：吉川斌
- プロデューサー：武井英彦、古屋克征、森川一雄
- 原案：佐々木守
- 脚本：佐々木守、金子裕、阿井文瓶、寺田隆生
- 音楽：宮本光雄
- アニメーション製作：東京ムービー
- アニメーションディレクター：石黒昇
- 監督：山際永三、小池要之助
- 制作：国際放映

## 主題歌・挿入歌
主題歌「ロマンティック・アドベンチャー」
作詞：竜真知子 / 作曲：小杉保夫 / 編曲：戸塚修 / 歌：高見知佳
挿入歌「ペーパー・ムーンに腰かけて」
作詞：門谷憲二 / 作曲：西島三重子 / 編曲：若草恵 / 歌：高見知佳

## 放送日程
| 回 | 放送日 （1981年） | サブタイトル                 | 脚本     | 監督       |
| -- | ----------------- | ---------------------------- | -------- | ---------- |
| 1  | 10月14日          | 宇宙ギャルはキッスがキライ！ | 佐々木守 | 山際永三   |
| 2  | 10月21日          | 注意一秒 キス一生            | 金子裕   | 山際永三   |
| 3  | 10月28日          | 誰かが誰かに恋してる         | 金子裕   | 小池要之助 |
| 4  | 11月4日           | クリスタルでダウン！         | 阿井文瓶 | 小池要之助 |
| 5  | 11月11日          | 主婦になるのも楽じゃない     | 寺田隆生 | 山際永三   |
| 6  | 11月18日          | 良子先生とホンカンさん       | 金子裕   | 山際永三   |
| 7  | 11月25日          | みんなでシェイプ・アップ！   | 金子裕   | 小池要之助 |
| 8  | 12月2日           | 冬の夜の怪奇物語             | 阿井文瓶 | 小池要之助 |
| 9  | 12月9日           | 注文の多い居そうろう         | 金子裕   | 山際永三   |